# Enneanectes jordani
Enneanectes jordani es una especie de pez de la familia Tripterygiidae en el orden de los Perciformes.

## Morfología
La coloración base es pálida, a menudo roja, y tiene una serie de barras anchas verticales marrones o negras.
Tiene entre 13 y 16 espinas y 7-10 radios blandos dorsales, 15 radios blandos anales y 15 radios blandos pectorales.
Los machos pueden llegar alcanzar los 4 cm de longitud total.

## Reproducción
Son ovíparos, dioícos y de fertilización externa. Los huevos son hemisféricos y algo aplanados, con filamentos para anclarse a las algas en los sitios de nidificación. Las larvas son planctónicas y ocurren principalmente en aguas superficiales cerca de la costa.

## Hábitat
Es un pez de mar de clima tropical y asociado a los  arrecifes de coral, que habita fondos rocosos y coralinos.
Su rango de profundidad es de 0 a 10 m, aunque se reportan localizaciones hasta los 28,5 m.

## Distribución geográfica
Se encuentra en el Atlántico oeste tropical, desde Florida, México, Cuba, Bahamas y Puerto Rico.

## Observaciones
Es inofensivo para los humanos